# 赫希代爾 (加利福尼亞州)
赫希代爾（英語：Hirschdale）是位於美國加利福尼亞州內華達縣的一個非建制地區。該地的面積和人口皆未知。

## 地理
赫希代爾的座標為39°22′07″N 121°04′34″W / 39.36861°N 121.07611°W，而該地的平均海拔高度為1660米（即5446英尺）。